# Јосип Лешић
Јосип Лешић  (Зрењанин, 29. март 1929 – Нови Сад, 25. мај 1993) био је театролог, позоришни и филмски редитељ, универзитетски професор, књижевни критичар и академик.

## Биографија
Рођен је у чиновничкој породици.
У Сарајеву је завршио гимназију, а у Београду је дипломирао позоришну и радијску режију у Београду, у класи Јосипа Кулунџића. Докторирао је на Факултету драмских уметности са дисертацијом „Позоришни живот Сарајева за вријеме аустроугарске управе“.
Радио је као редитељ у позориштима у Цетињу, Крагујевцу (где је био и управник), Зрењанину, Мостару и Српском народном позоришту у Новом Саду, испрва као редитељ, а касније као директор драме.
Од 1963, када се дефинитивно преселио у Сарајево, до 1969. био је уметнички директор „Босна-филма“, од 1969. до 1973. директор Фестивала малих и експерименталних сцена Југославије – МЕС и од 1973. професор сарајевског Филозофског факултета, а предавао је и у Драмском студију при НП пре оснивања сарајевске позоришне академије.
Сарађивао је са низовм југословенских листова: „Зора“ (1946-1948), „Младост“ (1947-1948), „Побједа“ (1952), „Дневник“ (1960-1962), „Позориште“ (Тузла, 1963, 1965-1978), „Одјек“ (1963-1965, 1972, 1977), „Ослобођење“ (1964-1978), „Живот“ (1965), „Гласник архива и Друштва архивских радника БиХ“ (1966), „Сцена“ (1971), „Израз“ (1971, 1975- 1976), „Театрон“ (1974, 1976), „Прилози за проучавање историје Сарајева“ (1974), „Могућности“ (1975), „Библиотекарство“ (1975), „Документи“ (1976), „Лица“ (1976), „Трећи програм Радио-Сарајева“ (1976, 1978), „Годишњак Института за језик и књижевност“ (1978).
Писао је оригинална драмска дела, сценарије и континурирано се бавио историјом позориште код Јужних Словена од почетака у средњем веку до савременог позоришта, са фокусом на развој позоришног живота на територији Босне и Херцеговине.
Његова супруга била је сарајевска глумица Равијојла Јованчић Лешић.
Био је члан Удружења театролога БиХ и АНУБиХ.
Преминуо је од срчаног удара у хотелу „Путник“.

## Награде
- Награда града Мостара за режију Диренматове драме Посета старе даме[1]
- ИП „Свјетлост“ за науку (1974)[1]
- Двадесетседмојулска награда за књигу Позоришни живот Сарајева за вријеме аустроугарске управе (1974)[1]
- Награда удружења драмских уметника Србије[1]
- Награда Бојан Ступица
- Стеријина награда за животно дело[2]

## Театрографија
- Мачак у чизмама, 16.12.1951, Београд, Позориште „Бошко Буха” Београд[3]
- Драга Рут, 15.04.1952, Зрењанин, Народно позориште „Тоша Јовановић”[3]
- Без трећег, 22.04.1952, Зрењанин, Народно позориште 'Тоша Јовановић'[3]
- Сви моји синови, 11.05.1952, Зрењанин, Народно позориште 'Тоша Јовановић'[3]
- Слуга двају господара,05.05.1953, Зрењанин, Народно позориште 'Тоша Јовановић'[3]
- Човек који није постојао, 14.05.1953, Зрењанин, Народно позориште 'Тоша Јовановић'[3]
- Човек који није постојао, 03.10.1953, Приштина, Народно позориште - Српска драма[3]
- Човек који није постојао, 14.11.1953, Крагујевац, Књажевско-српски театар[3]
- Човек који није постојао, 14.11.1953, Суботица, Народно позориште[3]
- Човек који није постојао, 10.05.1954, Зајечар, Народно позориште Тимочке крајине - Центар за културу Зоран Радмиловић[3]
- Слуга двају господара, 12.06.1954, Крагујевац, Књажевско-српски театар[3]
- Распродаја савјести, 30.10.1954, Крагујевац, Књажевско-српски театар[3]
- Лов на вештице, 24.03.1955, Крагујевац, Књажевско-српски театар[3]
- Свет, 29.09.1955, Крагујевац, Књажевско-српски театар[3]
- Циклони, 18.11.1955, Крагујевац, Књажевско-српски театар[3]
- Обзирна блудница, 21.01.1956, Нови Сад, Српско народно позориште[3]
- Седам година прижељкивања, 05.04.1956, Зрењанин, Народно позориште 'Тоша Јовановић'[3]
- Обзирна блудница, 28.04.1956, Крагујевац, Књажевско-српски театар[3]
- Богојављенска ноћ, 06.10.1956, Зрењанин, Народно позориште 'Тоша Јовановић'[3]
- Породица Бло, 06.12.1956, Зрењанин, Народно позориште 'Тоша Јовановић'[3]
- Ожиљак, 20.12.1956, Зрењанин, Народно позориште 'Тоша Јовановић'[3]
- Пут око света, 07.01.1957, Зрењанин, Народно позориште 'Тоша Јовановић'[3]
- Ујка Вања, 09.11.1957, Зрењанин, Народно позориште 'Тоша Јовановић'[3]
- Дрвени тањир, 23.11.1957, Зрењанин, Народно позориште 'Тоша Јовановић'[3]
- Сирото моје паметно дете, 11.10.1958, Зрењанин, Народно позориште 'Тоша Јовановић'[3]
- Малограђани, 08.11.1958, Зрењанин, Народно позориште 'Тоша Јовановић'[3]
- Дрвени тањир, 22.11.1958, Сомбор, Народно позориште[3]
- Пукотина раја, 17.01.1959, Зрењанин, Народно позориште 'Тоша Јовановић'[3]
- Лисица и грозд, 14.02.1959, Зрењанин, Народно позориште 'Тоша Јовановић'[3]
- Балада о Тилу Ојленшпигелу, 02.10.1959, Зрењанин, Народно позориште 'Тоша Јовановић'[3]
- Иза затворених врата, 14.05.1960, Зрењанин, Народно позориште 'Тоша Јовановић'[3]
- Лисица и грозд, 19.06.1960, Сомбор, Народно позориште[3]
- У логору, 01.10.1960, Сомбор, Народно позориште[3]
- Постоји сутра, 02.10.1960, Сомбор, Народно позориште[3]
- Ожиљак, 09.03.1961, Крагујевац, Књажевско-српски театар[3]
- Смрт губернатора, 06.10.1962, Нови Сад, Српско народно позориште[3]
- Осам жена, 11.12.1962, Нови Сад, Српско народно позориште[3]
- Кристофор Колумбо, 28.02.1963, Нови Сад, Српско народно позориште[3]
- Поп Ћира и поп Спира, 19.03.1965, Нови Сад, Српско народно позориште[3]
- Поп Ћира и поп Спира, 08.10.1966, Нови Сад, Српско народно позориште[3]
- Поп Ћира и поп Спира, 26.11.1970, Вршац, Народно позориште 'Стерија'[3]
- Пут око света, 03.04.1983, Београд, Позориште на Теразијама[3]
- Поп Ћира и поп Спира, 10.10.2003, Београд, Позориште на Теразијама[3]

## Дела
Драмска дела
- Човјек који није постојао, 1953.
- Ожиљак, 1956.
- Постоји сутра, 1960.
- Шарлатан, 1964.
- Поп Ћира и поп Спира, 1964, драматург
- У ћелијама, 1967, драматург
- Идиот, 1970, драматург

Сценаристика
- Гласам за љубав, 1964.
- Глинени голуб, са Ђ. Лебовићем, 1965.
- Нека далека свјетлост, са Ђ. Лебовићем, 1967.

Романи
- Алекса Шантић – роман о пјеснику (роман), Веселин Маслеша, Сарајево 1988.
- Анђели милосрђа (роман), Веселин Маслеша, Сарајево 1991.
- У трагању за несталим пјесником (роман), Веселин Маслеша, Сарајево 1991.

Поезија
- Ријечи крвљу написане (поезија), Сарајево 1946.

Стручне књиге
- Град опсједнут позориштем. Позоришни живот Мостара за вријеме аустроугарске управе, Свјетлост, Сарајево, 1969.
- Позоришни живот Сарајева, Свјетлост, Сарајево, 1973.
- Сарајевско позориште између два рата, I-II, Свјетлост, Сарајево, 1976.
- Огледи из историје позоришта Босне и Херцеговине, Веселин Маслеша, Сарајево, 1976.
- Нушићев смијех, Нолит, Београд, 1980.
- “Сумњиво лице” Бранислава Нушића, Завод за уџбенике и наставна средства, Београд, 1982.
- Слика и звук у драмама Мирослава Крлеже, Веселин Маслеша, Сарајево, 1982.
- Историја позоришта Босне и Херцеговине, Свјетлост Сарајево, 1985.
- Историја југословенске модерне режије, Стеријино позорје, Нови Сад, 1986.
- Нушић и Босна, Позориште, Тузла, 1988.
- Вријеме мелодраме (Драмска књижевност у Босни и Херцеговини за вријеме аустроугарске владавине), Свјетлост, Сарајево, 1989.
- Бранислав Нушић – Живот и дјело, Стеријино позорје и Матица српска, Нови Сад, 1989.
- Један вијек босанскохерцеговачке драме, Пословна заједница професионалних позоришта БиХ, Сарајево, 1990.
- Драма и њене сјенке, Стеријино позорје и Пословна заједница професионалних позоришта БиХ, Нови Сад–Сарајево, 1991.
- Драмска књижевност, I-II, Свјетлост и Институт за књижевност, Сарајево, 1991.
- Стерија – драмски писац, Стеријино позорје и Прометеј, Нови Сад, 1998.